# Сан-Мартіно-ін-Страда
Сан-Мартіно-ін-Страда (італ. San Martino in Strada) — муніципалітет в Італії, у регіоні Ломбардія, провінція Лоді.
Сан-Мартіно-ін-Страда розташований на відстані близько 450 км на північний захід від Рима, 36 км на південний схід від Мілана, 7 км на схід від Лоді.
Населення — 3663 особи (2014).

## Демографія
Населення за роками:

Станом на 1 січня 2023 року в муніципалітеті офіційно проживало 345 іноземців з 34 країн, серед них 128 громадян країн Євросоюзу та 7 громадян України.

## Сусідні муніципалітети
- Кавенаго-д'Адда
- Корнельяно-Лауденсе
- Корте-Палазіо
- Лоді
- Массаленго
- Оссаго-Лодіджано